# Ілова (гміна)
Гміна Ілова (пол. Gmina Iłowa) — місько-сільська гміна у північно-західній Польщі. Належить до Жаґанського повіту Любуського воєводства.
Станом на 31 грудня 2011 у гміні проживало 7101 особа.

## Площа
Згідно з даними за 2007 рік площа гміни становила 153.05 км², у тому числі:
- орні землі: 24.00%
- ліси: 66.00%

Таким чином, площа гміни становить 13.53% площі повіту.

## Населення
Станом на 31 грудня 2011:
| Опис     | Загалом | Загалом | Чоловіки | Чоловіки | Жінки | Жінки |
| -------- | ------- | ------- | -------- | -------- | ----- | ----- |
| одиниця  | осіб    | %       | осіб     | %        | осіб  | %     |
| все      | 7101    | 100     | 3438     | 48.42    | 3663  | 51.58 |
| міське   | 4048    | 100     | 1929     | 47.65    | 2119  | 52.35 |
| сільське | 3053    | 100     | 1509     | 49.43    | 1544  | 50.57 |

## Сусідні гміни
Гміна Ілова межує з такими гмінами: Венґлінець, Вимяркі, Ґоздниця, Жаґань, Жаґань, Жари, Осечниця.